# Pörjalamp
Pörjalamp är en sjö i Härnösands kommun i Ångermanland och ingår i Gådeåns huvudavrinningsområde. Sjön har en area på 0,0711 kvadratkilometer och ligger 305,9 meter över havet. Sjön avvattnas av vattendraget Gådeån (Helgumsån).

## Delavrinningsområde
Pörjalamp ingår i det delavrinningsområde (696933-158647) som SMHI kallar för Utloppet av Pörjalamp. Medelhöjden är 351 meter över havet och ytan är 2,34 kvadratkilometer. Det finns inga avrinningsområden uppströms utan avrinningsområdet är högsta punkten. Avrinningsområdets utflöde Gådeån (Helgumsån) mynnar i havet. Avrinningsområdet består mestadels av skog (97 procent). Avrinningsområdet har 0,07 kvadratkilometer vattenytor vilket ger det en sjöprocent på 3 procent.